# Hister litus
Hister litus är en skalbaggsart som beskrevs av Sylvain Auguste de Marseul 1861. Hister litus ingår i släktet Hister och familjen stumpbaggar. Inga underarter finns listade i Catalogue of Life.